# وقت المغامرة (الموسم العاشر)
هو الموسم العاشر والأخير من وقت المغامرة، وهو مسلسل رسوم متحركة أمريكي أنشأه «بيندلتون وورد»، تم عرضه لأول مرة على «كارتون نيتورك» في 17 سبتمبر 2017 وانتهى في 3 سبتمبر 2018. تم إنتاج الموسم بواسطة «استديوهات كارتون نيتورك» و «استديوهات فريديراتور».  تدور أحداث الفيلم حول مغامرات «فين» (فتى بشري) وصديقه المقرب وأخيه بالتبني «جيك»، وهو كلب يتمتع بقدرات سحرية لتغيير الشكل والحجم حسب الرغبة.  يعيشان فين وجيك في أرض «اووو» بعد نهاية العالم، حيث يتفاعلان مع الشخصيات الرئيسية الأخرى في السلسلة: أميرة العلكة وملك الجليد ومارسلين ملكة مصاصي الدماء وأميرة الفضاء و «بي ام أو» وأميرة اللهب.
كان الموسم مصورًا ومكتوبًا بواسطة سام ألدن، وغراهام فالك، وإريك فاونتن، وبولي جو، وتوم هيربيش، وسيو كيم، وباتريك ماكهيل، وآدم موتو، وهانا كي نيستروم، وكينت أوزبورن، وألكس سينوالد، وسومفيلاي زيافون، وستيف ولفارد.  تتضمن أحداث الموسم متعددة الحلقات أميرة العلكة التي تواجه عمها «جومبالد»، وتحاول «بيتي» إعادة ملك الجليد إلى «سيمون بيتريكوف».
بدأ الموسم ب«وايلد هانت» "The Wild Hunt" الذي شاهده 0.77 مليون مشاهد (بانخفاض عن خاتمة الموسم السابق "Three Buckets" التي شاهدها 0.85 مليون).  وانتهت بحلقة "Come Along with Me"، وهي حلقة من أربعة أجزاء كانت بمثابة الخاتمة الأولية للمسلسل.  كانت ردود الفعل للموسم إيجابية في الغالب. وايضًا، تم ترشيح الحلقتين "Ring of Fire" و "Come Along with Me" لجائزة «إيمي للفنون الإبداعية» في عامي 2018 و 2019 على التوالي.  تم إصدار مجموعة DVD لهذا الموسم في 4 سبتمبر 2018.

## الإنتاج
في 21 يوليو 2016، نشر الكاتب الرئيسي كينت أوزبورن صورة على تويتر تشير إلى تجديد وقت المغامرة لموسم آخر.  في ذلك الوقت، كان من المقرر أن يكون الموسم هو التاسع في العرض. تم إعادة ترتيب أقسام الموسم لاحقًا بواسطة كارتون نيتورك، وأصبحت "The Wild Hunt" الحلقة الأولى من الموسم العاشر. وفقًا لمعرض المسلسل آدم موتو، فإن عدد الحلقات التي طلبتها الشبكة كجزء من الموسم كان أقل بكثير مما كان عليه، مما دفع طاقم الإنتاج إلى التفكير "إذا لم تكن هذه هي النهاية، فستظهر قريبًا. تم إنتاج حلقات هذا الموسم بشكل مشابه لتلك التي تم إنتاجها في المواسم السابقة.  بدأت كل حلقة كمخطط بسيط من صفحتين إلى ثلاث صفحات مع معلومات الحبكة الضرورية.  تم إعطاء المخطط التقريبي لفناني القصص المصورة، الذين قاموا بتوسيعها إلى لوحة عمل كاملة. تم تصميم الحلقات وتلوينها في بوربانك، كاليفورنيا، وتم تحريكها في كوريا الجنوبية بواسطة Rough Draft Korea و Saerom Animation.